# Cathedral City
Cathedral City és una població dels Estats Units a l'estat de Califòrnia. Segons el cens del 2000 tenia 42.647 habitants.

## Demografia
Segons el cens del 2000, Cathedral City tenia 42.647 habitants, 14.027 habitatges, i 9.622 famílies. La densitat de població era de 858,5 habitants/km².
Dels 14.027 habitatges en un 39,3% hi vivien nens de menys de 18 anys, en un 50,7% hi vivien parelles casades, en un 11,9% dones solteres, i en un 31,4% no eren unitats familiars. En el 23,2% dels habitatges hi vivien persones soles l'11% de les quals corresponia a persones de 65 anys o més que vivien soles. El nombre mitjà de persones vivint en cada habitatge era de 3,03 i el nombre mitjà de persones que vivien en cada família era de 3,63.
Per edats la població es repartia de la següent manera: un 31,1% tenia menys de 18 anys, un 8,8% entre 18 i 24, un 30,6% entre 25 i 44, un 17,3% de 45 a 60 i un 12,2% 65 anys o més.
L'edat mediana era de 32 anys. Per cada 100 dones de 18 o més anys hi havia 102 homes.
La renda mediana per habitatge era de 38.887 $ i la renda mediana per família de 42.461 $. Els homes tenien una renda mediana de 29.598 $ mentre que les dones 25.289 $. La renda per capita de la població era de 16.215 $. Entorn del 10,2% de les famílies i el 13,6% de la població estaven per davall del llindar de pobresa.

## Poblacions més properes
El següent diagrama mostra les poblacions més properes.